# Amédée Thubé
Amédée Georges Marie Thubé, né le 8 décembre 1884 à Nantes et mort le 29 janvier 1941 en son domicile dans le 16e arrondissement de Paris, est un skipper, aviateur et homme d'affaires français.

## Biographie

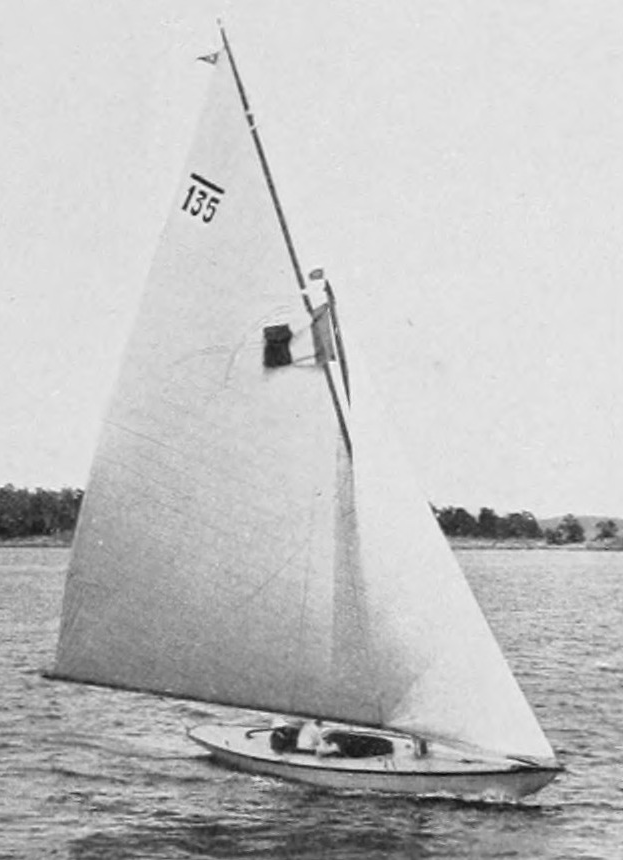
Le 6 m JI, Jauge internationale, Mac Miche, médaille d'or dans sa catégorie avec les frères Thubé

Amédée Thubé est le fils de l'armateur nantais Gaston Thubé et de Marie Amélie Lourmand. Il est donc l'oncle des frères René, Michel et Gwenn-Aël Bolloré.
Marié avec Natie Denaut, fille du diplomate Horace Denaut et petite-fille d'Emma Thomas de Bojano (petite-fille de Charles Xavier Thomas de Colmar et de Giovanni Battista Carafa, duc di Noia), il est le père de Marc Thubé (1919-1997), du Commandos Kieffer,.
Avec ses frères Gaston et Jacques, il est sacré champion olympique de voile en épreuve de 6 mètres JI aux Jeux olympiques d'été de 1912 de Stockholm.
Durant la Première Guerre mondiale, il sert comme sous-officier d'aviation. Il reçoit la croix de guerre 1914-1918 et la médaille militaire.
S'occupant des affaires, il devient président de la Compagnie du Niger français et de la Nouvelle Société commerciale africaine.

## Sources
- Thierry Le Roy, Les bretons et l'aéronautique des origines à 1939, 2002